# Mel Martinez
Mel Martinez (Sagua la Grande, 1946. október 23. –) amerikai politikus, szenátor (Florida, 2019 – ). A Republikánus Párt tagja.

## Pályafutása
A kubai Sagua La Grandéban született, 1962-ben vándorolt be az Egyesült Államokba. 1973-ban szerzett jogi végzettséget a Floridai Állami Egyetemen. Az ezt követő huszonöt évben jogászként dolgozott Orlandóban. 2001-től 2005-ig George W. Bush kabinetjében lakásügyi és városfejlesztési miniszter volt. 2004-ben megválasztották szenátornak, és 2005. január 3-tól képviselte államát a washingtoni szenátusban. 2009. szeptember 9-én személyes okokra hivatkozva lemondott.